# Bathylaimus parafilicaudatus
Bathylaimus parafilicaudatus är en rundmaskart som beskrevs av Allgen 1935. Bathylaimus parafilicaudatus ingår i släktet Bathylaimus och familjen Tripyloididae. Arten är reproducerande i Sverige. Inga underarter finns listade i Catalogue of Life.